# Ивановский, Владимир Николаевич
Влади́мир Никола́евич Ивано́вский (13 [25] июля 1867, Вышний Волочёк — 4 января 1939, Минск) — российский и советский философ, педагог высшей школы.

## Биография
Родился в Вышнем Волочке в 1867 году.
Окончил историко-филологический факультет Московского университета (1891).
Приват-доцент Московского и Казанского университетов. Учёный секретарь журнала «Вопросы философии и психологии», профессор философии историко-филологического факультета Казанского университета, ректор Самарского государственного университета (1919—1921), профессор Белорусского государственного университета (1921—1927).
Похоронен в Ленинграде на Смоленском кладбище. В августе 1968 г. прах перевезён в Москву и захоронен на Востряковском кладбище.

## Культурное наследие
Автор одной из первых в России работ по философии науки.

## Сочинения
- Движение за распространение университетского образования в России. — М., 1900.
- Ассоциационизм психологии и гносеологии. Ч. 1. — Казань, 1905.
- Введение в философию. — Казань, 1909.
- К вопросу о генезисе ассоциационизма. — Казань, 1910.
- Логика истории как онтология единичного. — Минск, 1922.
- Методологическое введение в науку и философию. Т. 1. — Минск, 1923.